# Koeleria calderonii
Koeleria calderonii là một loài thực vật có hoa trong họ Hòa thảo. Loài này được A.Molina mô tả khoa học đầu tiên năm 1990.